# 范冰冰
范冰冰（1981年9月16日—），山東烟台人，中國女演員。1998年16岁憑藉電視劇《還珠格格》成名。2003年，憑電影《手機》獲第27届大眾電影百花獎最佳女主角。此後，她製作并出演電視劇《胭脂雪》、《金大班》、《武媚娘傳奇》，并与李玉导演四度合作电影《蘋果》、《觀音山》、《二次曝光》、《万物生长》。2007年，憑藉《心中有鬼》獲得第44屆金馬獎最佳女配角。2010年，憑藉《觀音山》獲第23届东京国际电影节最佳女演员。2016年，憑藉《我不是潘金蓮》榮獲第64届聖賽巴斯蒂安國際電影節最佳女演员、第11屆亞洲電影大獎最佳女主角以及第31届金鸡奖最佳女主角。2017年2月，范冰冰登上《时代》亚洲版封面并入選百大最具影響力人士。2017年4月，范冰冰成为第70届戛纳电影节主竞赛单元评委会成员，同年6月，美国电影艺术与科学学院宣布范冰冰成为成员。
2018年涉及娱乐圈税务事件，10月3日中國国家税务总局指，案件事实已经查清，范冰冰只需要缴纳共计8.8億餘人民幣的漏稅金、滞纳金和罰款，繳納後可免刑事責任。

## 演艺生涯
范冰冰出生成长于山东省烟台市。父亲范涛曾是海军航空兵文工团的歌手。范冰冰母亲张传美曾為舞蹈演員，现任范冰冰影视艺术培训学校校长。范冰冰从小受父母的熏陶，因此对音乐有浓厚的兴趣，学习过钢琴，长笛等乐器。
1997年，范冰冰因為參與演出電視劇《還珠格格》中金鎖一角而被大眾熟知。
2004年，范冰冰凭借冯小刚作品《手機》，獲得第27屆大眾電影百花獎最佳女演員獎，成功站稳影坛一线女演员地位。
2006年，范冰冰首次和李玉合作，出演電影《蘋果》。她后与李玉再合作《觀音山》，《二次曝光》，《万物生长》，并凭《觀音山》获23屆東京國際電影節最佳女主角奖項和第18屆北京大學生電影節影后。
2007年，范冰冰憑藉惊悚片《心中有鬼》獲得第44屆金馬獎最佳女配角獎。同年，她成立了范冰冰工作室，第一部製作的作品是電視劇《胭脂雪》，第二部作品為《金大班》。范冰冰还在北京怀柔成立演藝學校，出任名誉校長由其父母負責行政管理事務。
2008年11月4日，范冰冰被任命為西安電影集團藝創中心演員劇團副團長（即副处级干部）。2010年1月17日，纽约时代广场户外大屏幕上开始播放中国国家形象片，范冰冰身着“青花瓷”元素礼服现身，与杨丽萍、章子怡、周迅、张梓琳等一道演绎“中国式美丽代表”（Chinese Beauty）。2010年5月13日，范冰冰以歐萊雅全球代言人出席戛纳电影节，期间以8套华服亮相。2012年5月3日，《福布斯》雜誌公佈2012福布斯中國名人榜，范冰冰位居榜中女性名人第一位，也是內地名人排名第一。同年，路易威登（Louis Vuitton）正式邀請范冰冰成為中國品牌大使，及LV Alma系列手袋的首位亞洲代言人。
2013年，酩悅香檳（Moet&Chandon）宣布范冰冰成為酩悅香檳270年以來第一位亞洲代言人。在第66屆戛納電影節上，蕭邦(Chopard)宣布范冰冰擔任該產品的全球品牌代言人。4月24日，《福布斯》雜誌公佈了2013福布斯中國名人榜的榜單。范冰冰位居2013福布斯中國名人榜第一位。5月19日，范冰冰出席了《好萊塢報導》在戛納舉行的“年度最佳國際藝人”頒獎酒會，同時榮獲首次設立的“年度最佳國際藝人”獎。《福布斯》杂志公布了2013福布斯中国名人榜，范冰冰位居第一位。同年8月，范冰冰與李治廷合演的浪漫喜剧片《一夜惊喜》上映，他們也合唱了同名主題曲，范冰冰更是該曲的作詞人。美國網站「TC Candler」公布每年評選世界百大美人排名，范冰冰拿下第86名。
2014年蝉联福布斯中国名人榜第一名。同年参演美国动作片《X战警：未来昔日》，并与黄晓明合作张之亮执导的3D魔幻武侠片《白发魔女传之明月天国》，饰演魔教妖女练霓裳。玩具製造商美泰公司旗下芭比娃娃攜手范冰冰推出名人系列之“范冰冰”珍藏版，范冰冰成為首位入駐芭比全球名人堂的中國明星。范冰冰出鏡路易·威登（Louis Vuitton）2014春夏成衣廣告，也成為該品牌全球硬廣中的首位亞洲女星。「TC Candler」公布世界百大美人，范冰冰排名第66名。
范冰冰製作並主演的《武媚娘传奇》于2014年12月21日登陆湖南卫视《金鹰独播剧场》首播，2015年1月14日登陆浙江卫视《中国蓝剧场》，首播打破省級衛視黃金檔記錄，成為第一部網絡播放量過百億的電視劇。2015年也第三次荣膺福布斯中国名人榜第一名。
2016年9月以冯小刚执导的《我不是潘金莲》获得第64届圣塞巴斯蒂安国际电影节最佳女主角银贝壳奖，入围第53届金马奖最佳女主角，赢得第11届亚洲电影大奖最佳女主角。2017年2月，范冰冰登上《时代周刊》亚洲版封面。4月，范冰冰受邀担任第70届戛纳国际电影节主竞赛单元评委。6月，成为美国电影艺术与科学学院成員，獲奧斯卡獎項投票權。9月，在福布斯中国名人榜中，范冰冰再次蝉联该榜单之首。
2018年3月，范冰冰宣布成立美容品牌Fan Beauty。同年5月起，因范冰冰偷逃稅案，演藝生涯陷入停頓。
2022年，范冰冰在偷逃税案前參演的兩部好莱坞电影《凡尔赛传奇》和《特工355》上映。同年7月，在韓國電視劇《Insider》客串演出。10月，於釜山國際電影節主辦的第4届亞洲內容大獎中，獲得傑出亞洲演員獎。
2023年2月，范冰冰復出之作《綠夜》入圍第73届柏林影展全景單元，並於柏林影展首映。10月，《綠夜》入圍第28届釜山國際電影節Gala Presentation單元及第36屆東京國際電影節Gala Selection單元。同年12月，范冰冰獲第34届新加坡國際電影節Cinema Icon Award。 
2024年11月-12月，范冰冰的两部电影《十月围城》和《赵氏孤儿》在中国巡回展映，這是她税务风波后首次有作品在中国放映。
2025年2月，范冰冰出任第75屆柏林影展主競賽單元評審，評審團主席是托迪·希恩斯。

## 个人生活

### 感情
2015年5月29日，李晨在新浪微博张贴與范冰冰的合照，配文為「我們」，二人戀情公開。2017年9月16日，李晨在范冰冰36歲生日當天向她求婚成功。2019年6月27日，范冰冰於新浪微博發文宣布與李晨分手。2020年，范冰冰解释分手是因为不想连累李晨：「感謝他在這段時間裡給我的美好，當時我的狀況他受了很多牽連，許多工作停擺，受了很多委屈。」，「我唯一能做的就是讓他離開我，不要受到我的影響。」
2022年，范冰冰與郭岩峰恋爱。郭岩峰为转业军官，先后任中植旗下高晟财富集团副董事长和范冰冰面膜生意合伙人。2023年底，两人分手。

### 其他
2020年3月27日，范冰冰在青島购置的海邊別墅涵碧楼，因建筑群被認定破坏生态被当地政府拆除。
2024年5月，范冰冰移居香港。

## 影视作品

### 電影
| 年份   | 片名                                    | 角色            | 備註 |
| ------ | --------------------------------------- | --------------- | --- |
| 2001年 | 《一見鍾情》                            | 久久            | 第一女主角 |
| 2001年 | 《手足情深》                            | 張燕青          | 第一女主角 |
| 2002年 | 《我家有一隻河東獅》                    | 平安郡主        | 第二女主角 |
| 2003年 | 《手機》                                | 武月            | 獲得百花影后； 第一女主角 |
| 2004年 | 《千機變II之花都大戰》                  | 紅鷲            | 第三女主角 |
| 2005年 | 《情癲大聖》                            | 美艷公主        | 第二女主角 |
| 2006年 | 《墨攻》                                | 逸悅            | 第一女主角 |
| 2007年 | 《愛情呼叫轉移》                        | 陳小雨          | 客串 |
| 2007年 | 《心中有鬼》                            | 徐曼麗          | 獲得金馬獎最佳女配角 |
| 2007年 | 《蘋果》                                | 劉蘋果          | 入圍第57届柏林電影節主競賽單元、獲得歐亞國際電影節最佳女主角、第一女主角                                                                                              |
| 2007年 | 《寄生人》                              | 張融            | 第一女主角 |
| 2007年 | 《導火綫》                              | 秋堤            | 第一女主角 |
| 2007年 | 《合約情人》                            | 劉棗            | 第一女主角 |
| 2007年 | 《青苹果》                              |                 | 第一女主角 |
| 2007年 | 《命運呼叫轉移》之第二單元 《生之歡歌》 | 寧燦、辛然      | |
| 2008年 | 《精舞門》                              | Tina            | 第一女主角 |
| 2008年 | 《回家的路》                            | 田聰            | 第一女主角 |
| 2008年 | 《桃花運》                              | 醜女            | 客串 |
| 2009年 | 《新宿事件》                            | Lily            | 第一女主角 |
| 2009年 | 《非常完美》                            | 王菁菁          | 第二女主角 |
| 2009年 | 《麥田》                                | 驪夫人          | 第一女主角 |
| 2009年 | 《十月圍城》                            | 月茹            | 第一女主角 |
| 2010年 | 《未來警察》                            | 美莉            | 客串 |
| 2010年 | 《東風雨》                              | 歡顏            | 第一女主角 |
| 2010年 | 《日照重慶》                            | 醫生            | 客串 |
| 2010年 | 《趙氏孤兒》                            | 莊姬            | 第一女主角 |
| 2011年 | 《策馬》                                | 潘西            | 法國、泰国合拍電影 |
| 2011年 | 《新少林寺》                            | 顏夕            | 联合出品人之一、第一女主角 |
| 2011年 | 《建黨偉業》                            | 隆裕太后        | 客串 |
| 2011年 | 《觀音山》                              | 南風            | 與李玉導演二度合作；入圍第23屆東京國際電影節主競賽單元、獲東京影展影后； 第一女主角                                                                                   |
| 2011年 | 《登陸之日》                            | 雪萊            | 第一女主角 |
| 2012年 | 《鋼鐵人3》                             | 吳佳琪          | 中國版客串 |
| 2012年 | 《二次曝光》                            | 宋其            | 與李玉導演三度合作； 第一女主角 |
| 2012年 | 《人再囧途之泰囧》                      | 范冰冰          | 客串 |
| 2013年 | 《一夜驚喜》                            | 米雪            | 第一女主角 |
| 2014年 | 《X戰警：未來昔日》                     | 克拉麗斯·弗格森 | |
| 2014年 | 《白发魔女传之明月天国》                | 練霓裳          | 第一女主角 |
| 2015年 | 《万物生长》                            | 柳青            | 與李玉導演四度合作、第一女主角 |
| 2015年 | 《王朝的女人·杨贵妃》                   | 杨贵妃          | 第一女主角 |
| 2016年 | 《绝地逃亡》                            | 白舒            | 第一女主角 |
| 2016年 | 《封神传奇》                            | 蘇妲己          | 第一女主角 |
| 2016年 | 《爵迹》                                | 鬼山莲泉        | 第一女主角 |
| 2016年 | 《我不是潘金莲》                        | 李雪莲          | 與馮小剛導演二度合作、入圍2016年多倫多國際影展特別展映單元並獲得國際影評人費比西獎、獲得聖賽巴斯提安國際影展最佳女演員嚴貝殼獎、中國電影金雞獎最佳女主角、第一女主角  |
| 2017年 | 《空天猎》                              | 赵亚莉          | 第一女主角 |
| 2017年 | 《画框里的女人》                        | 乌拉那拉氏皇后  | 法國12月上映 |
| 2018年 | 《祖宗十九代》                          | 梅氏媳婦        | 客串 |
| 2018年 | 《大轟炸》                              | 叶佩璇          | 戲份刪減 |
| 2022年 | 《355：諜影特攻》                       | Lin Mi Sheng    | 第43屆金酸莓獎最差女配角提名 |
| 2022年 | 《日月人魚》                            | 人魚            | 第43屆金酸莓獎最差女配角提名 |
| 2023   | 《綠夜》                                | 金霞            | 入圍第73屆柏林國際電影節-全景單元觀眾獎最佳劇情片以及泰迪熊獎最佳電影、第36屆東京國際電影節Gala Selection單元、第28屆釜山國際電影節Gala Presentation單元； 第一女主角 |
| 2025   | 《疾凍救援2》                           | Dhani Yangchen  | 第一女主角 |
| 待上映 | 《地母》                                | 鳳音(暫譯)      | 第一女主角 |
| 製作中 | 《瘋癲老人日記》                        |                 | |
| 待上映 | 《Small, Sharp & Green》                |                 | 第一女主角 |
|        |                                         |                 | |

### 电视剧
| 首播年份 | 剧名                                 | 角色                               | 备注           |
| 1996年   | 《女強人》                           | 邵兵的未婚妻                       | 女配角         |
| 1997年   | 《鄉野傳奇》單元《大黑蛾》           | 虎妞                               | 女配角         |
| 1997年   | 《還珠格格》                         | 金琐                               | 女配角         |
| 1997年   | 《愛之旅》                           |                                    |                |
| 1998年   | 《還珠格格II》                       | 金锁                               | 女配角         |
| 1998年   | 《馬永貞》                           | 白小蝶、馬素貞                     | 第三女主角     |
| 1999年   | 《青春出動》                         | 小朵                               | 第一女主角     |
| 1999年   | 《小李飛刀》                         | 杏兒                               | 第二女主角     |
| 1999年   | 《達摩》                             | 阿司                               | 女配角         |
| 1999年   | 《人間灶王》                         | 紅艷格格/寶兒                      | 第二女主角     |
| 2000年   | 《秦始皇》                           | 阿若公主                           | 女配角         |
| 2000年   | 《中關村風雲》／《黑魂》             | 蘇雪兒                             | 第一女主角     |
| 2000年   | 《亂世飄萍》                         | 藍鳳凰（母）/ 潤格兒、潤天紅（女） | 第一女主角     |
| 2000年   | 《風雨步高苑》                       | 林思媛                             | 第一女主角     |
| 2001年   | 《給我一個媽》／《情緣的天空》       | 馬嘉慧                             | 第一女主角     |
| 2001年   | 《江山為重》                         | 呂四娘                             | 客串           |
| 2001年   | 《皇宮寶貝》                         | 上官雪如                           | 客串           |
| 2001年   | 《愛情寶典》單元《救風塵》           | 宋引章                             | 單元女主角     |
| 2001年   | 《少年包青天II》                     | 小蜻蜓/娉婷郡主                    | 第一女主角     |
| 2002年   | 《婀娜公主》                         | 婀娜公主                           | 第一女主角     |
| 2002年   | 《特警飛龍》                         | 余風                               | 第一女主角     |
| 2002年   | 《塵埃落定》                         | 塔娜                               | 第一女主角     |
| 2003年   | 《天一生水》                         | 范韻蓮                             | 第二女主角     |
| 2003年   | 《福星高照豬八戒》單元《老鼠愛上豬》 | 錦毛鼠                             | 單元女主角     |
| 2003年   | 《四號女監》                         | 陳郁                               | 三大女主角之一 |
| 2003年   | 《萍蹤俠影》                         | 雲蕾                               | 第一女主角     |
| 2003年   | 《名捕震關東》                       | 寧安公主                           | 第一女主角     |
| 2003年   | 《聚寶盆》                           | 趙雪娥                             | 客串           |
| 2004年   | 《大唐芙蓉園》                       | 楊貴妃                             | 第一女主角     |
| 2004年   | 《巾帼英雄穆桂英》                   | 麗君                               | 客串           |
| 2004年   | 《小魚兒與花無缺》                   | 鐵心蘭                             | 第一女主角     |
| 2004年   | 《壯志凌雲包青天》／《劍臨天下》     | 耶律傲雪                           | 第一女主角     |
| 2004年   | 《大爆炸》                           | 羅曉                               | 第一女主角     |
| 2005年   | 《美麗新天地》                       | 程琳                               | 第一女主角     |
| 2005年   | 《八大豪俠》                         | 楚湘湘                             | 客串           |
| 2006年   | 《會有天使替我愛你》                 | 文馨                               | 客串           |
| 2006年   | 《封神榜之鳳鸣岐山》                 | 蘇妲己                             | 第一女主角     |
| 2006年   | 《庚子風雲》                         | 金暖暖                             | 客串           |
| 2007年   | 《人間情緣》                         | 甘露                               | 客串           |
| 2007年   | 《胭脂雪》                           | 文玉禾                             | 第一女主角     |
| 2009年   | 《金大班》                           | 金兆麗                             | 第一女主角     |
| 2014年   | 《武媚娘传奇》                       | 武媚娘                             | 第一女主角     |
| 2015年   | 《屌丝男士4》                        | 美女                               | 网剧, 客串     |
| 2017年   | 《穆桂英》                           | 穆桂英                             | 第一女主角     |
| 2020年   | 《山河无恙——影响中国的疫情档案》     | -                                  | 纪录片 , 聲演  |
| 2022年   | 《Insider》                          |                                    | 客串           |
| 待播     | 《巴清传奇》                         | 巴清                               |                |

### 综艺节目
- 2015年：《出彩中国人》第二季评委[37]
- 2015年：《挑戰者聯盟》 固定嘉賓
- 2016年：《挑戰者聯盟》第二季 固定嘉賓
- 2017年：《超凡魔術師》固定嘉賓

## 音樂作品

#### 專輯
| 專輯 # | 專輯資料                                                                  | 曲目 |
| ------ | ------------------------------------------------------------------------- | --- |
| 1st    | 《剛剛開始》 - 發行公司：華納音樂 - 發行日期：2005年11月 - 類型：國語流行 | 曲目 1. 飛鳥 2. 剛剛開始 3. 海的女兒 4. 媽媽談戀愛 5. 海邊 6. It's Raining Day 7. 給我不同 8. 夕陽 9. 花之魅 10. 坐在巷口的那對男女 11. 遙遠的愛戀 12. 花開自在 |

#### 單曲
| 年份   | 歌名         | 劇名/影片                | 性質          | 備註             |
| ------ | ------------ | ------------------------ | ------------- | ---------------- |
| 2000年 | 《乱世浮萍》 | 电视剧《乱世飘萍》       | 片尾曲        |                  |
| 2003年 | 《长夏》     |                          |               | 群星环保唱片合辑 |
| 2004年 | 《花开自在》 | 电视剧《凌云壮志包青天》 | 片尾曲        |                  |
| 2007年 | 《追爱》     | 电影《爱情呼叫转移》     | 插曲          |                  |
| 2007年 | 《爱超越》   | 电影《命运呼叫转移》     | 主题曲        |                  |
| 2007年 | 《胭脂雪》   | 电视剧《胭脂雪》         | 内地版/片头曲 |                  |
| 2007年 | 《胭脂雪》   | 电视剧《胭脂雪》         | 内地版/片头曲 |                  |
| 2007年 | 《胭脂雪》   | 电视剧《胭脂雪》         | 海外版/片头曲 |                  |
| 2008年 | 《勇敢飞》   | 电影《精舞门》           | 主题曲        |                  |
| 2009年 | 《爱终人散》 | 电视剧《金大班》         | 片头曲        |                  |
| 2009年 | 《我以为》   | 电视剧《金大班》         | 片尾曲        |                  |
| 2011年 | 《辭》       | 電影《觀音山》           | 主題曲        |                  |
| 2013年 | 《一夜惊喜》 | 電影《一夜惊喜》         | 主題曲        | 与李治廷合唱     |

#### 合作
| 年份   | 歌名           | 電視劇         | 性質   | 備註                             |
| ------ | -------------- | -------------- | ------ | -------------------------------- |
| 2002年 | 《幸福千万年》 | 电视剧《银鼠》 | 片尾曲 | 与陳浩民合唱曲                   |
| 2009年 | 《万山之巅》   |                |        | （奥运获奖曲之一）与林俊杰合唱曲 |

### 寫真集
| 年份         | 書名               | 出版社     |
| ------------ | ------------------ | ---------- |
| 2004年1月1日 | 《『情人』范冰冰》 | 现代出版社 |

## 宣傳大使
| 年份 | 稱號                             |
| ---- | -------------------------------- |
| 2006 | “中國校園安全行動”的愛心公益大使 |
| 2007 | 北京慈善協會慈善大使             |
| 2007 | 世界醫藥衛生理事會國際親善使者   |
| 2008 | 愛心2008——大型公益活動慈善大使   |
| 2008 | 中國扶貧基金會慈善大使           |
| 2024 | 馬來西亞——馬六甲州旅遊大使       |

## 慈善活動
2008年5月13日，范冰冰以個人工作室的名義為地震災區捐款20萬元人民幣，又與博納英龍聯名捐款100萬，同時也表示將號召由她代言的各個品牌和身邊的朋友投入支援災區的行列。15日，范冰冰攜手松下捐款1000萬，用於救災及災後重建工作。
2010年8月，范冰冰前往拉薩阿里參與“愛里的心”公益活動。11月28日出席上海宋慶齡基金會“母嬰平安感恩之夜”愛心晚宴。
2011年4月，李嘉誠和范冰冰，攜手做“愛里的心”公益活動。
2012年4月27日，范冰冰受邀出席在北京水立方舉辦的“2012中國慈善排行榜”頒獎典禮。捐出了2011年在戛納電影節驚艷紅毯的“鶴袍”作為系列拍品之一，最終成功募得100萬元人民幣。所得款項，也將全部用於范冰冰發起的“愛里的心”慈善項目。
截至2014年4月，“愛里的心”公益項目共救治先心病兒童共174名。
6月將再赴阿里進行先心病兒童篩查及救治工作。
截至2018年6月，“愛里的心”公益項目共救治先心病兒童共309名。
2015年8月13日，范冰冰向在812天津港危化品仓库爆炸事故中犧牲的消防戰士家属捐款100萬元，向戰士们致以最深的敬意。
2020年1月26日，范冰冰个人向武汉市慈善总会捐款50万元人民币，用于支援武汉新冠疫情医疗物资。范冰冰的自创护肤品牌Fan Beauty Secret也紧随其后，宣布向武汉市慈善总会捐款20万人民币。

## 逃稅事件
2018年5月起，央视前主持人崔永元在微博连日针对范冰冰，并曝光一系列演艺合同，指艺人通过大小合同，掩盖真实收入。28日，曝光范冰冰片酬1千万合同。29日，曝光另一演员的大小合同，大合同5千万，小合同1千万，但因小合同与前一日曝光之范冰冰合同片酬相等，被外界普遍误解为崔连续两日微博指同一人，即范冰冰。同日，范冰冰工作室回应称，崔永元发布涉密合约，“并公然侮辱范冰冰女士的行为，既破坏了商业规则，又涉嫌侵犯范冰冰女士的合法权益。”6月3日下午，国家税务总局官网通报称，“针对近日网上反映有关影视从业人员签订“阴阳合同”中的涉税问题，国家税务总局高度重视，已责成江苏等地税务机关依法开展调查核实。如发现违反税收法律法规的行为，将严格依法处理。”与此同时，范冰冰工作室所在地江苏无锡的无锡市滨湖区地税局称已经介入此事的调查取证。崔永元就此消息回应媒体时，先主动表示愿意将电话提供给税务部门协助调查，后又指“4天6000万片酬合同”涉事明星不是范冰冰，并向范冰冰致歉。
10月3日，新华社发布消息，國家稅務局已把案件事實查清，范冰冰確實有逃稅情況，追繳稅款及罰款總額達8.83億人民幣，繳交税款及罰款後可避免刑事責任。報道既出，范冰冰在失蹤123天後首次公開發聲，為自己逃稅的行為道歉，表示已進行了深刻的反省，完全接受稅務機關做出的處罰決定。
12月，一批文化影视产业的代表，以匿名方式致公开信国务院总理李克强，对国家税务总局向文化影视行业征税的做法表示质疑。
2019年1月22日新华社公布，自2018年10月开展规范影视行业税收秩序工作以来，影视行业纳税人认真开展了自查自纠。截至2018年底，自查申报税款117.47亿元，已入库115.53亿元。

## 獎項紀錄
| 年份 | 典禮類型                   | 獎項               | 作品              | 結果 |
| ---- | -------------------------- | ------------------ | ----------------- | ---- |
| 2004 | 第10屆中國電影華表獎       | 最佳女新人         | 《手機》          | 提名 |
| 2004 | 第24屆中國電影金雞獎       | 最佳女配角         | 《手機》          | 提名 |
| 2004 | 第27屆大眾電影百花獎       | 最佳女主角         | 《手機》          | 獲獎 |
| 2004 | 第4屆華語電影傳媒大獎      | 最受歡迎女演員     | 《手機》          | 提名 |
| 2004 | 第4屆華語電影傳媒大獎      | 最佳女配角         | 《手機》          | 提名 |
| 2004 | 第4屆萊卡大典              | 風尚女演員         | 《手機》          | 獲獎 |
| 2004 | 第2屆MTV超級盛典           | 傳媒推薦獎         | 《手機》          | 獲獎 |
| 2005 | 第1屆大學生影像節          | 最受矚目女演員     | 《手機》          | 獲獎 |
| 2007 | 第44屆金馬獎               | 最佳女配角         | 《心中有鬼》      | 獲獎 |
| 2007 | 第4屆歐亞國際電影節        | 最佳女主角         | 《蘋果》          | 獲獎 |
| 2007 | 第12屆香港電影金紫荊獎     | 最佳女主角         | 《墨攻》          | 提名 |
| 2007 | 第2屆大學生影像節          | 最受矚目女演員     | 《墨攻》          | 獲獎 |
| 2007 | 第2屆星光大典              | 最受歡迎女演員     | 《墨攻》          | 獲獎 |
| 2008 | 第12屆中國電影金鳳凰獎     | 金鳳凰獎           | 《桃花運》        | 獲獎 |
| 2010 | 第30屆大眾電影百花獎       | 最佳女主角         | 《十月圍城》      | 提名 |
| 2010 | 第29屆香港電影金像獎       | 最佳女配角         | 《十月圍城》      | 提名 |
| 2010 | 第6屆時尚先生盛典          | 最受歡迎女演員     | 《十月圍城》      | 獲獎 |
| 2010 | 第3屆華鼎獎                | 電視劇女主角       | 《金大班》        | 提名 |
| 2010 | 第3屆金π獎                 | 最喜愛女演員       | 《觀音山》        | 獲獎 |
| 2010 | 第23屆東京國際影展         | 最佳女主角         | 《觀音山》        | 獲獎 |
| 2011 | 第18屆北京大學生電影節     | 最佳女演員         | 《觀音山》        | 獲獎 |
| 2011 | 第8屆新浪網絡盛典          | 年度電影女演員     | 《觀音山》        | 獲獎 |
| 2012 | 第12屆華語電影傳媒大獎     | 最佳女主角         | 《觀音山》        | 提名 |
| 2012 | 第第3屆中國電影導演協會    | 年度女演員         | 《觀音山》        | 提名 |
| 2012 | 第6屆星光大典              | 年度電影女演員     | 《二次曝光》      | 獲獎 |
| 2012 | 第3屆樂視影視盛典          | 最佳電影女演員     | 《二次曝光》      | 獲獎 |
| 2013 | 第6屆寧波農民電影節        | 農民最喜歡女演員   | 《二次曝光》      | 獲獎 |
| 2013 | 第9屆華鼎獎                | 中國最佳女主角     | 《二次曝光》      | 獲獎 |
| 2013 | 第20屆北京大學生電影節     | 最佳女演員         | 《二次曝光》      | 提名 |
| 2013 | 第1屆倫敦國際華語電影節    | 最佳女主角         | 《一夜驚喜》      | 提名 |
| 2013 | 第1屆倫敦國際華語電影節    | 最具海外影響力獎   | 《一夜驚喜》      | 獲獎 |
| 2015 | 第17屆華鼎獎               | 最佳製片人         | 《武媚娘傳奇》    | 提名 |
| 2015 | 第17屆華鼎獎               | 觀眾最喜愛演員     | 《武媚娘傳奇》    | 獲獎 |
| 2015 | 第17屆華鼎獎               | 電視劇最佳女演員   | 《武媚娘傳奇》    | 提名 |
| 2015 | 第10屆浙江電視觀眾節       | 最受喜愛演員       | 《武媚娘傳奇》    | 獲獎 |
| 2015 | 第7屆國劇盛典              | 最佳女主角         | 《武媚娘傳奇》    | 獲獎 |
| 2015 | 第7屆國劇盛典              | 年度風雲演員       | 《武媚娘傳奇》    | 獲獎 |
| 2016 | 第1屆金色銀幕獎            | 最佳女配角         | 《絕地逃亡》      | 獲獎 |
| 2016 | 第1屆柏林華語電影節        | 最佳女主角         | 《萬物生長》      | 獲獎 |
| 2016 | 第64屆聖賽巴斯提安國際影展 | 最佳女演員銀貝殼獎 | 《我不是潘金蓮》  | 獲獎 |
| 2016 | 第53屆金馬獎               | 最佳女主角         | 《我不是潘金蓮》  | 提名 |
| 2017 | 第11屆亞洲電影大獎         | 最佳女主角         | 《我不是潘金蓮》  | 獲獎 |
| 2017 | 第8屆中國電影導演協會      | 年度女演員         | 《我不是潘金蓮》  | 獲獎 |
| 2017 | 第31屆中國電影金雞獎       | 最佳女主角         | 《我不是潘金蓮》  | 獲獎 |
| 2023 | 第43屆金酸莓獎             | 最差女配角         | 《355：諜影特攻》 | 提名 |
| 2023 | 第43屆金酸莓獎             | 最差女配角         | 《日月人魚》      | 提名 |